# حادثه تاکه‌باشی
حادثه تاکه‌باشی (انگلیسی: Takebashi incident)، یک قیام مسلحانه بود که در ۲۳ اوت ۱۸۷۸ رخ داد و در آن ۲۶۰ عضو گارد امپراتوری (ژاپن) از نیروی زمینی امپراتوری ژاپن شورش کردند و افسران را کشتند. انگیزه این حادثه تمایل آن افراد به پرداخت هزینه در سرکوب جنگ سینان بود.
آشوبگران در مقر گارد امپراتوری در تاکه‌باشی، که درست در شمال قصر آکاساکا بود، مستقر بودند. آشوبگران قصد داشتند کاخ را به آتش بکشند. دولت ۵۵ تن از آشوبگران را پس از سرکوب شورش اعدام کرد.
بازسازی می‌جی که در اواخر قرن نوزدهم اتفاق افتاد، دوره‌ای در تاریخ ژاپن بود که این کشور دستخوش تحولات مهمی شد. پایان دوره فئودالی و آغاز روند مدرنیزاسیون بود. این بازسازی به دلیل تمایل شدید ژاپن برای رسیدن به غرب و دستیابی به مدرن سازی انجام شد. این انگیزه ای برای ایجاد پلیس نظامی برای حفظ نظم در ارتش بود و وزارت آموزش و پرورش به عنوان سازمانی برای محافظت از کاخ امپراتوری به غیر از گارد امپراتوری تأسیس شد.

## حادثه اختلال خدمت وظیفه
حادثه تاکه‌باشی در توکیو، پایتخت ژاپن در آن زمان رخ داد. این پاسخی بود به پرداخت کم برای کار سخت، سربازگیری اجباری مردان جوان به نیروی زمینی امپراتوری ژاپن.
سربازی اجباری که بخشی از تلاش‌های دولت برای نوسازی نیروهای نظامی کشور بود، با مقاومت برخی از اقشار مردم مواجه شد.
در ۲۳ اوت، گروهی از افراد ناراضی به رهبری یک سامورایی سابق به نام تاکه‌باشی کاتسومی، در نزدیکی پل تاکه‌باشی در توکیو تجمع کردند. هدف آنها ایجاد اختلال در عملکرد اداره نظام وظیفه بود که در همان نزدیکی قرار داشت.

## واکنش و سرکوب
حادثه تاکه‌باشی از چشم دولت دور نماند. دولت میجی که متعهد به نوسازی کشور بود، اقدام فوری برای سرکوب شورش انجام داد. ارتش امپراتوری ژاپن و پلیس برای مقابله با معترضان و کنترل اوضاع اعزام شدند.
درگیری بین نیروهای دولتی و معترضان به خشونت کشیده شد. چندین معترض کشته یا زخمی شدند و خود تاکه‌باشی کاتسومی نیز در جریان این درگیری کشته شد. واکنش سریع دولت ظرف چند ساعت به شورش پایان داد. مشخص است که انگیزه این شورش نارضایتی از کاهش مالی و پاداش برای خدمات شایسته پس از شورش ساتسوما بود. شورشیان به رهبری ستوان اوکاموتو ریونوسوکه، اقامتگاه رسمی سفیر ژاپنی، اوکوما شیگه‌نوبو را که به تلاش برای اجرای ریاضت مالی معروف بود، مورد حمله مسلحانه قرار دادند و سعی کردند به کاخ امپراتوری در آکاساکا بروند تا گزارشی مستقیم به امپراتور ارائه کنند. اما در نیمه راه مسدود شدند و تسلیم شدند.

## تأثیر
بعدها، به عنوان انگیزه ای برای توصیه امپراتوری برای متحد کردن ایدئولوژی ارتش ژاپن، ایجاد پلیس نظامی برای حفظ نظم در ارتش، و تأسیس مونبه (門部) (بعدها پلیس کاخ امپراتوری) به عنوان یک امپراتوری عمل کرد. سازمان امنیت کاخ غیر از گارد سلطنتی شد. جزئیات این حادثه به‌طور گسترده در روزنامه‌های مختلف در سال ۱۸۹۸ گزارش شد، از جمله گاهشماری، و روزنامه حتی یک نسخه اضافی منتشر کرد. وزارت جنگ نیز در خصوص حادثه تاکه‌باشی اطلاعیه ای صادر کرد و به هر بخش اطلاع‌رسانی کرد و روزنامه‌ها نیز از آن خبر دادند. در سال‌های اخیر تصور می‌شد که نفوذ اندیشه آزادی و حقوق شهروندی پشت اقدام‌ها بوده است.